# Norte Amazonense
Norte Amazonense is een van de vier mesoregio's van de Braziliaanse deelstaat Amazonas. Zij grenst aan Colombia in het westen en noordwesten, Venezuela in het noorden, de deelstaat Roraima in het noordoosten en oosten en de mesoregio's Centro Amazonense in het zuidoosten en Sudoeste Amazonense in het zuidwesten. De mesoregio heeft een oppervlakte van ca. 404.980 km². Midden 2004 werd het inwoneraantal geschat op 111.942.
Twee microregio's behoren tot deze mesoregio:
- Japurá
- Rio Negro

Mesoregio's: Centro Amazonense · Norte Amazonense · Sudoeste Amazonense · Sul Amazonense

Microregio's: Alto Solimões · Boca do Acre · Coari · Itacoatiara · Japurá · Juruá · Madeira · Manaus · Parintins · Purus · Rio Negro · Rio Preto da Eva · Tefé